# Diogo Coutinho
Diogo Coutinho (Lisboa, em 3 de setembro de 1977) é um ex-jogador de râguebi português.
Foi jogador do Grupo Desportivo de Direito, na posição de terceira-linha, para além de seu capitão.
Jogou 31 vezes pela Selecção Nacional de Râguebi, tendo marcado quatro ensaios. Participou na fase final do Campeonato do Mundo de Râguebi de 2007, entrando em três jogos. Foi considerado "Homem do Jogo" na derrota de 10-14 com a Roménia.